# Chambers Street (Manhattan)
Pour les articles homonymes, voir Chambers Street.
Chambers Street est une rue de Manhattan à New York. 

## Situation et accès
Cette voie à double sens, située dans le sud de l'arrondissement de Manhattan, débute à l'est au Manhattan Municipal Building, et se prolonge jusqu'à la rivière Hudson à l'ouest.
Chambers Street – World Trade Center / Park Place sont les  deux stations desservies par le métro de New York le long de la rue.

## Origine du nom
Elle doit son nom à John Chambers, un important paroissien de Trinity Church et juge à la cour suprême au XVIIIe siècle.

## Historique
Chambers Street a fait l'objet d'importants travaux depuis 2010,.